# Yuliana Monroy
Yuliana Monroy (* 20. September 1998) ist eine kolumbianische Tennisspielerin.

## Karriere
Monroy begann im Alter von sieben Jahren mit dem Tennisspielen und bevorzugt Sandplätze. Sie spielte bisher ausschließlich Turniere der ITF Women’s World Tennis Tour, wo sie bislang aber noch keinen Titel gewinnen konnte.
2015 erhielt sie eine Wildcard für die Qualifikation zum Hauptfeld im Dameneinzel der Claro Open Colsanitas, ihrem ersten Turnier auf der WTA Tour, wo sie Sopia Schapatawa mit 2:6 und 2:6 unterlag. Bei den US Open erreichte sie mit Partnerin María Herazo González das Achtelfinale im Juniorinnendoppel, wo sie gegen Usue Maitane Arconada und Maia Lumsden mit 1:6 und 6:71 verloren.
2021 erhielt sie eine Wildcard für die Qualifikation zum Hauptfeld im Dameneinzel, wo sie mit einem Sieg gegen Natalija Stevanović in die Qualifikationsrunde einzog. Dort verlor sie dann aber gegen Lara Arruabarrena glatt mit 0:6 und 0:6.
2022 erhielt sie sogar eine Wildcard für das Hauptfeld im Dameneinzel der Copa Colsanitas, musste sich aber bereits in der ersten Runde klar mit 0:6 und 3:6 gegen Ekaterine Gorgodse geschlagen geben.

## College Tennis
Yuliana Monroy spielt seit für das Damentennisteam der Titans des Eastern Florida State College.